# Oultrejordain
Gospodstvo Oultrejordain ali Oultrejourdain (staro francosko za 'onstran Jordana', imenovano tudi gospostvo Montreal) je bilo ime, ki se je uporabljalo med križarskimi vojnami za obsežno in deloma nedorečeno regijo vzhodno od reke Jordan, območje, ki je bilo znano že v starih časih kot Edom in Moab. Imenovali so ga tudi kot Transjordanija.

## Geografija in demografija
Oultrejordain se je razprostiral proti jugu preko Negeva do Akabskega zaliva (Ile de Graye, zdaj Faraonov otok). Na severu in vzhodu (antični Gilead) ni bilo pravih meja - na severu je bilo Mrtvo morje, na vzhodu pa so bile karavanske in romarske poti, del muslimanskega Hedžaza. Tudi ta območja so bila pod nadzorom sultana iz Damaska, po navadi pa sta se oba nasprotnika tam redko srečala, v boju ali za druge namene.

## Zgodovina
Pred prvo križarsko vojno so Oultrejordain nadzirali egiptovski Fatimidi, katerih predstavniki (prvotno zelo malo, če sploh) so se umaknili, ko so prišli križarji. Različna tamkajšnja plemena so s križarji hitro sklenila mir. Prva odprava na to območje je bila leta 1100 pod Baldvinom I. Jeruzalemskim. Baldvin je v letih 1107 in 1112 spet napadel in leta 1115 zgradil grad Montreal za nadzor nad muslimanskimi karavanskimi potmi, kar je kraljestvu zagotavljalo ogromne prihodke. Križarji so nadzirali tudi območje okoli Petre, kjer so postavili nadškofijo pod nadzorom latinskega Jeruzalemskega patriarha.
V Oultrejordainu je bilo kristjanov zelo malo, večina prebivalcev so bili šiitski beduinski nomadi. Mnogi sirski pravoslavni kristjani, ki so tam živeli, so bili leta 1115 premeščeni v Jeruzalem, da bi napolnili nekdanjo judovsko četrt (Judje so bili ubiti ali izgnani). Ostali kristjani, ki so živeli v Oultrejordainu, so bili nomadski ali pol nomadski in jim križarji pogosto niso zaupali.
Po Janezu Ibelinskem iz Jaffe je bilo gospodstvo Oultrejordaina eno od štirih glavnih vazalov Jeruzalemskega kraljestva. Janez, ki je pisal v 13. stoletju, je poimenoval gospostvo, toda morda so ga v 12. stoletju obravnavali kot kneževino. Ustanovljen je bil po pohodu Baldvina I., vendar so zaradi relativne velikosti in nedostopnosti območja vladarji Oultrejordaina zahtevali nekaj neodvisnosti od kraljestva. S svojimi večinoma nedefiniranimi mejami je bil eno največjih podeželskih gospostev. Baldvin I. ga je morda leta 1118 oddal Romanu iz Le Puyja, vendar je verjetno ostal pod kraljevim nadzorom do leta 1126, ko je bil Pagan strežaj imenovan za gospodarja (1126 - 1147). Obstajala je tudi tradicija, da vladar Oultrejordaina ni mogel hkrati zasedati nobenih drugih položajev v kraljestvu, zato so bili nekoliko odrezani od političnega življenja. Okrog leta 1134 se je proti kralju Fulku pod Hughom II. iz Jaffe (Hugh II. Le Puiset), grofom iz Jaffe in Romanom iz Le Puyja (ki je bil verjetno gospodar Oultrejordaina) zgodil upor. Bili so poraženi in pregnani. Leta 1142 je Fulk zgradil grad Al-Karak (Crac des Moabites), ki je nadomestil Montreal kot trdnjavo križarjev na tem območju. Drugi gradovi v Oultrejordainu so bili Safed in Subeibe. Toron v bližini Tira in Nablus v Judeji nista bila v Oultrejordainu, čeprav so jima včasih vladali isti ljudje, običajno s poroko.
Leta 1148 je gospodar Oultrejordaina sodeloval pri odločitvi o napadu na Damask med drugim križarskim pohodom, kljub premirju med Jeruzalemom in Damaskom, ki je bilo ključnega pomena za preživetje kraljestva in zlasti gospodstva. Križarska vojna se je končala s porazom in posledično se je zmanjšala varnost gospodstva.
Maurice iz Montreala je zapustil gospostvo svoji hčerki Isabelli (približno 1125 - 1166) in njenemu možu Filipu Millyju, gospodarju Nablusa, ki je bil primoran odstopiti od Nablusa, da bi bil priznan za vladarja Oultrejordaina. Potem ko je Isabella umrla, je Filip (ki je vladal Oultrejordainu 1161 - 1168) postal menih bojevnikov in končno veliki mojster vitezov templarjev. Medtem je njegov zet Humphrey III. iz Torona, sin kraljevega zavetnika Humphreyja II., postal vladar Oultrejordaina po svoji ženi, njegovi hčerki Stephanie de Milly. Poznejši možje Stephanieje, Miles Plancy in Raynald Châtillon, so tudi postali  gospodarji Oultrejordaina.
Raynald Châtillon, nekdanji antiohijski princ prek svoje žene Constance, je postal gospodar Oultrejordaina s svojo novo poroko s Stephanie leta 1177. Začel je trditi, da kralj v Oultrejordainu ni imel oblasti in je sam deloval kot kralj. Svoj položaj je uporabil za napade na romarje in karavane ter grozil z napadom na Meko, kar je povzročilo napad Saladina na kraljestvo leta 1187. Raynald je bil usmrčen po bitki pri Hattinu 4. julija istega leta. Do leta 1189 je Saladin zasedel ves Oultrejordain in uničil njegove gradove. Leta 1229 je Jeruzalem po pogodbi na kratko obnovil sveti rimski cesar Friderik II., vendar ostanek kraljestva ni nikoli več nadzoroval ozemlja vzhodno od Jordana. Kneževino so seveda dolgo terjali križarski plemiči, naslov je prešel na linijo Isabelle de Toron, hčerke Stephanie in več generacij je pripadala družini Montfort, ki so bili gospodje Tira. Po letu 1350, ko je linija Montfortov izumrla brez bližnjih dedičev, so dedne pravice verjetno prešle na ciprske kralje, ki so bili tudi potomci lordov Torona in Tira.
Medtem ko so bili pod križarskim nadzorom, so bili beduinski nomadi na splošno prepuščeni sami sebi, čeprav je kralj pobiral davke na karavane, ki so šle skozi. Zemljišče je bilo razmeroma dobro za kmetijstvo, tam so gojili pšenico, granatna jabolka in oljke. V Mrtvem morju so tudi nabirali sol.
Oultrejordain je bil v latinščini znan tudi kot Transjordanija, zajemal pa je ozemlje, ki bo kasneje postalo del Emirata Transjordanija in moderne države Jordanije.

## Gospodje Oultrejordainski
- Roman iz Le Puya (mogoče 1118 - 1126)
- Pagan strežaj (1126 - 1147)
- Maurice iz Montreala (1147 - 1161)
- Filip Milly (1161 - 1168) in njegova žena Isabella, hči Maurica
- Stephanie de Milly, hči in dedinja, katere možje so uresničevali gosposke pristojnosti:
  - Humphrey III. iz Torona (1168 - 1173), prvi mož Stephanie
  - Miles Plancy (1173 - 1174), drugi mož Stephanie
  - Raynald iz Châtillona (1176 - 1187), tretji mož Stephanie.
- Humphrey IV. iz Torona (1187 - 1197), sin Stephanie iz prve poroke s Humphreyjem III. iz Torona, titularnim knezom Oultrejordaina, lordom iz Torona
- Alisa Armenska (mogoče 1197 - 1199), nečakinja Humphreyja IV. iz Torona, titularna princesa iz Oultrejordaina, gospa iz Torona

## Vazali
Arabska Petra je bila v času Filipa iz Nablusa vazalni fevd pod knezi Oultrejordaina.